# Handlager
Ein Handlager bezeichnet in der Lagerlogistik eine Lagerhaltung direkt vor Ort. Dabei wird die einzelne Entnahme aus diesem Lager in der Regel nicht dokumentiert.
In der Lagerlogistik wird – nach Bedarf – dezentral oder zentral gelagert, um Transportweg, Lager-  oder Bestellkosten und -mengen zu optimieren.
Ein Handlager optimiert damit den Transportweg insbesondere für umschlagshäufige Hilfsstoffe, da die einzelne Verbringungen zum Bedarfsort nicht wirtschaftlich und Zeitnachteile messbar wären.

## Industrie und Handwerk
Insbesondere im Industriebereich und im Handwerk hat es sich bewährt, vor allem Kleinteile (u. a. Schrauben, Dichtungen etc.) unmittelbar vor Ort – Arbeitsplatz bzw. Produktionsabschnitt – dezentral (bestenfalls tatsächlich in Handreichweite) vorzuhalten.

## Einzelhandel
Im Einzelhandel wird unter einem Handlager auch ein Lager verstanden, bei dem der Nachschub für den Verkaufsraum (Verkaufslager) in unmittelbarer Nähe bereitgestellt ist.